# Hendrik Leemreize

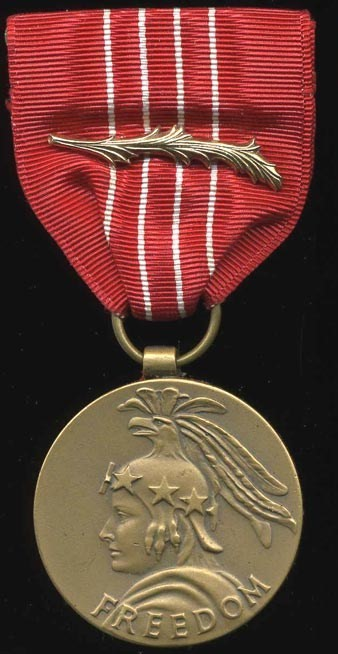
Medal of Freedom

Hendricus Johannes Antonius Leemreize (Lichtenvoorde, 6 augustus 1909 – Winterswijk, 19 november 1994) was een verzetsstrijder in de Tweede Wereldoorlog onder de schuilnaam Pietje (Stofmeel). 
Het lokale verzet zorgde voor voedselbonnen, eten, kleding, (tijdelijk) onderdak voor onderduikers, het verzamelen van wapens via droppings. Leemreize was zeer actief met de 'Pilotenlijn', die ervoor zorgde dat gevluchte geallieerde soldaten uit de Achterhoek en Zuid-Oost Overijssel en bemanningsleden van neergeschoten vliegtuigen tijdelijk onderdak, voedsel en kleding kregen in Lichtenvoorde, waarna ze begeleid werden naar het zuiden van Nederland, om daar via België door te gaan naar bevrijd gebied. De Pilotenlijn bezorgde Lichtenvoorde de geuzennaam Klein Engeland, waarmee het zelfs in Londen en Duitsland bekend werd.
Hendrik Leemreize was de eerste Lichtenvoordenaar die in het najaar van 1941 een aantal uit Duitsland ontsnapte krijgsgevangen met de fiets naar de Belgische grens onder Zundert bracht. Hier kwam hij in contact met Gerrit Kleisen, grenscommies te Wernhoutsbrug aan de grens met België. Samen met Bernard Doppen en Harrie Wekking verzorgde hij de opvang van ontsnapte Franse en Belgische krijgsgevangen. Eerst alleen met de fiets, later met de fiets en de trein. In augustus 1942 moesten Doppen en Wekking hiermee stoppen. Ondertussen was de groep Leemreize uitgebreid met Anton Wouters, Bernard Knufing, Jan Foury, Hein Meijer en Gert Reinders. Al snel werd in de Duitse gevangenkampen de naam van Hein Meijer bekend. Het Rode Kruis deelde daar voedselpakketten uit en op de bijgeleverde verstopte papieren stond zijn naam vermeld met als toevoeging 'le boulanger avec la porte vert' bekend. Hein Meijer, die Frans sprak was voor deze gevangen bij ontsnapping een aanspreekpunt in Lichtenvoorde. Bij briefings van Piloten in Engeland werd ook Lichtenvoorde vermeld als verzamelpunt bij een eventuele noodlanding. Hier is de naam 'Klein Engeland' ontstaan. Naast de Brabantse pilotenlijn kwam er ook een route via Limburg naar de Belgische grens. Joep ter Haar (Piloten Joep) heeft hier het leeuwendeel van de transporten verzorg. Doordat Lichtenvoorde in het verzet bekend was als een goed georganiseerde groep werden steeds vaker geallieerde soldaten uit de regio Zutphen, Raalte en Hengelo hier naar toe gebracht. Vanuit Hengelo (O) was er regelmatig contact met Jules Haeck. Al deze mensen moesten gehaald worden en voorzien worden van een veilig onderduikadres, kleding en voedsel, voordat ze begeleid konden worden naar de Belgische grens.
Door verraad zijn diverse leden van de verzetsgroep in april 1944 opgepakt en later gefusilleerd. De verzetsmensen die niet gearresteerd werden hebben vanaf dat moment hun werkzaamheden vanuit onderduikadressen voortgezet. Anton Wouters en Joep ter Haar zijn toen ondergedoken in Echt (L) om van daaruit de Pilotenlijn intact te houden.
Hendrik Leemreize kreeg voor zijn verdiensten naast het nationale Verzetsherdenkingskruis verschillende internationale onderscheidingen, waaronder de Medal of Freedom van de Verenigde Staten en Kings's Medal for Courage in the Cause of Freedom van Groot-Brittannië.
- National Archives and Records Administration: 38977751